# Clube FM (Londrina)
Clube FM é uma emissora de rádio brasileira sediada em Cambé e com foco para Londrina, cidades do estado do Paraná. Opera no dial FM, na frequência 95.7 MHz. Pertencente a Rede Mercosul de Comunicação e abrange a Região Metropolitana de Londrina. A frequência da emissora é originada da Rádio Terra Nativa uma migrante do dial AM que operou na frequência 1580 kHz entre 2013 a 2018.

## História
A frequência AM 1580 kHz foi inaugurada em 12 de fevereiro de 2013 como Rádio Terra Nativa, rádio com foco na música sertaneja, lançada numa parceria entre a Rede Mercosul (proprietária da frequência) e o Grupo GVC Mídia (proprietário da marca Terra Nativa). A emissora tinha direção de Denilson Pestana da Costa. Posteriormente, a emissora passa a se chamar Rádio Cambé. A emissora passou a contar com a direção do jornalista Benê Filho.
Em abril de 2018, a Rádio Cambé migra para o FM e passa a operar em 95.7 MHz. A emissora é renomeada Mercosul FM e adota uma novo modelo, passando a focar numa programação com música, cultura e informação. Em junho, a emissora é substituída por chamadas de expectativa que anunciavam o retorno da Antena 1 após 20 anos de sua última operação em Londrina (em 105.5 MHz, retransmissora da Rede Aleluia). As transmissões com a rede foram iniciadas em 10 de julho, ao meio-dia.
Em março de 2019, a Rede Mercosul anunciou que a emissora foi arrendada a Comunidade Vida Melhor (ligada à Igreja Brasil em Cristo), ocasionando o fim de afiliação com a Rede Antena 1, a estreia ocorreu em 1° de abril, passando a se chamar Vida Melhor FM.
Em janeiro de 2022, a Rede Mercosul de Comunicação anunciou o fim do arrendamento com a Comunidade Vida Melhor (esta que assumiu a frequência FM 105.5 no lugar da Rede Aleluia, contando com uma abrangência maior) e com isso a volta da Mercosul FM. Inicialmente, o retorno seria no dia 2 de março, porém, só aconteceu no dia 17 de março com a retransmissão da geradora de Curitiba.